# Damias flavicollis
Damias flavicollis là một loài bướm đêm thuộc phân họ Arctiinae, họ Erebidae.